# Ephraim Shay
Ephraim Shay  (Município de Sherman (condado de Huron, Ohio), 17 de julho de 1839 – 19 de abril de 1916) foi um comerciante, empresário e engenheiro ferroviário autodidata estadunidense. Projetou e patenteou a primeira locomotiva Shay. Licenciou sua fabricação por meio do que ficou conhecido como Lima Locomotive Works em Ohio; de 1882 a 1892 cerca de 300 locomotivas desse tipo foram vendidas.

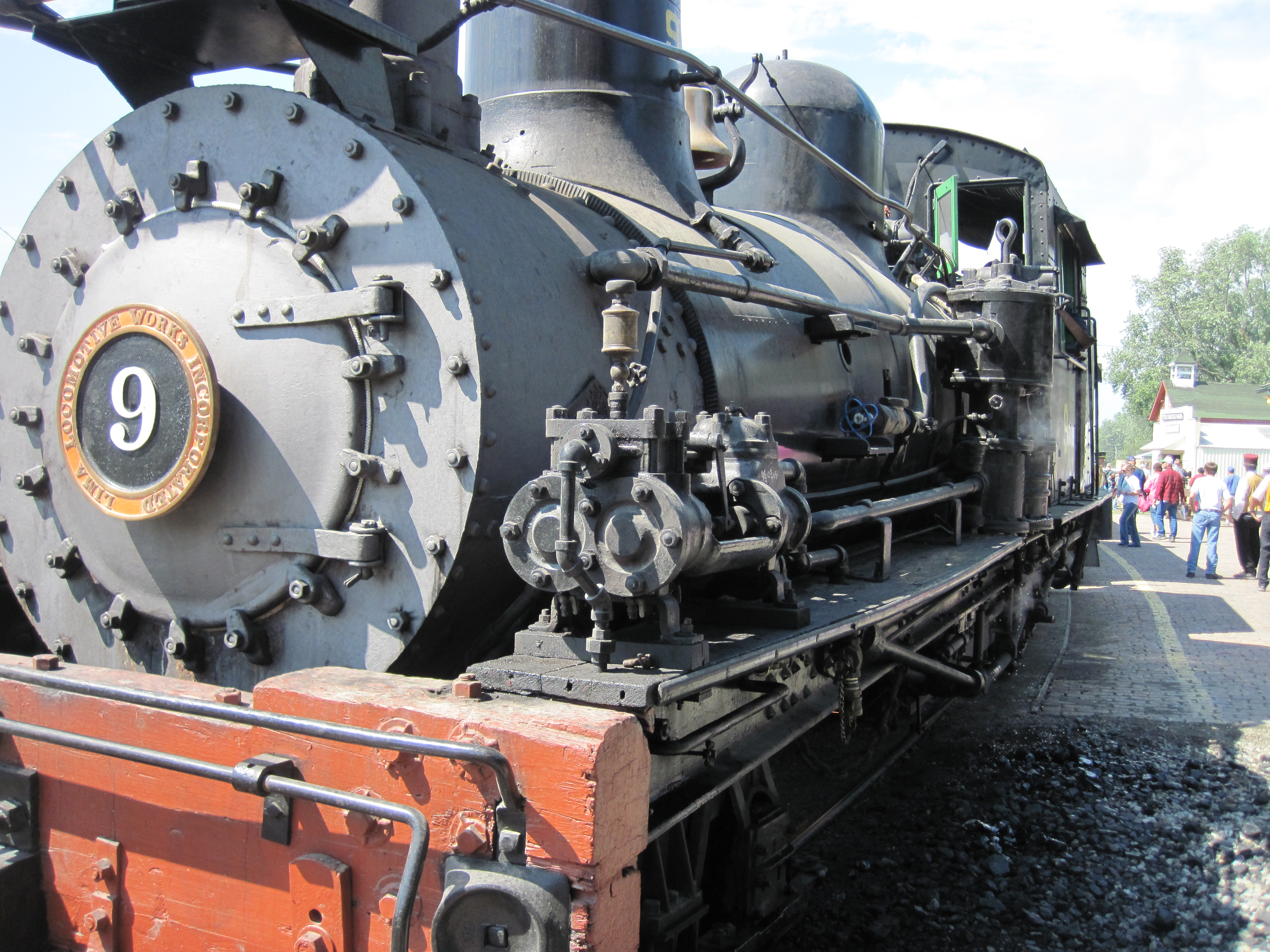
Locomotiva Shay 1923, West Side Lumber Co. #9, em serviço na Midwest Central Railroad.